# Notomastus formianus
Notomastus formianus är en ringmaskart som beskrevs av Eisig 1887. Notomastus formianus ingår i släktet Notomastus och familjen Capitellidae. Inga underarter finns listade i Catalogue of Life.